# Distaghil Sar
Der Distaghil Sar (auch Disteghil Sar) ist ein Berg im Karakorum im Norden von Pakistan in Gilgit-Baltistan.

## Lage
Er ist der 19.-höchste Berg der Welt, der siebthöchste Pakistans und der höchste im Hispar Muztagh, einer der Hauptketten des Karakorum. Sein Gipfelgrat ist über zwei Kilometer lang und trägt neben dem 7885 m hohen Westgipfel den 7760 m hohen Mittelgipfel sowie den 7700 m hohen Ostgipfel.

## Besteigungsgeschichte
1957 scheiterte eine englische Seilschaft beim Versuch, den Berg von Süden und von Westen zu besteigen, am schlechten Wetter.

1959 vereitelte ebenfalls dauerhaft schlechtes Wetter eine Besteigung durch eine schweizerische Expedition über den Südwestkamm.

Die Erstbesteigung des Distaghil Sar glückte 1960 einer fünfköpfigen österreichischen Expedition unter der Leitung von Wolfgang Stefan. Günther Stärker und Diether Marchart erreichten am 9. Juni den Gipfel. Die Gruppe erstieg den Westteil der Südflanke und ging dann über den Südwestkamm zum Gipfel.
Der höhere, westliche Gipfel wurde 1982 über den ursprünglichen Weg erneut erklettert.
Zwei Versuche über die schwierige Nordflanke (1988 und 1998) blieben erfolglos.
Die Erstbesteigung des Ostgipfels des Distaghil Sar gelang 1980 einer polnischen Expedition über die Ostflanke.
Seitdem wurde er nur einmal, im Jahr 1983, wiedererstiegen.